# عثمان سیناو
عثمان سیناو (به ترکی استانبولی: Osman Sınav؛ اوت ۱۹۵۶ – ۲۰ مارس ۲۰۲۵) کارگردان، تهیه‌کننده و فیلم‌نامه‌نویس اهل ترکیه بود. او فعالیت حرفه‌ای خود را از سال ۱۹۸۷ آغاز کرد.
سیناو در ۲۰ مارس ۲۰۲۵، در سن ۶۸ سالگی بر اثر سرطان در استانبول، ترکیه درگذشت.